# Џоунстаун (округ Лебанон, Пенсилванија)
Џоунстаун (енгл. Jonestown, Lebanon County) град је у америчкој савезној држави Пенсилванија.

## Демографија
По попису из 2010. године број становника је 1.905, што је 877 (85,3%) становника више него 2000. године.
| Група             | 2000.       | 2010.         |
| Белци             | 992 (96,5%) | 1.713 (89,9%) |
| Афроамериканци    | 13 (1,3%)   | 36 (1,9%)     |
| Азијати           | 2 (0,2%)    | 21 (1,1%)     |
| Хиспаноамериканци | 19 (1,8%)   | 107 (5,6%)    |
| Укупно            | 1.028       | 1.905         |